# Desisław Czukołow
Desisław Sławow Czukołow, bułg. Десислав Славов Чуколов (ur. 22 grudnia 1974 w Ruse, zm. 8 marca 2022) – bułgarski polityk, poseł do Parlamentu Europejskiego (2007–2009) i Zgromadzenia Narodowego 40., 41., 42., 43. i 44. kadencji.

## Życiorys
Ukończył studia z europeistyki na Uniwersytecie im. Angeła Kynczewa w Ruse. Pracował w rodzinnym mieście w branży komputerowej.
W 2005 został członkiem nacjonalistycznej partii Ataka. W wyborach parlamentarnych w tym samym roku startował z ramienia koalicji skupionej wokół jego partii, uzyskując mandat deputowanego do Zgromadzenia Narodowego 40. kadencji. W krajowym parlamencie pełnił m.in. funkcje sekretarza (od marca 2006), zastępcy przewodniczącego parlamentarnej komisji ds. klęsk żywiołowych i awarii (od sierpnia 2005) i członka komisji ds. samorządu, regionalnej polityki i użyteczności publicznej (od marca 2006). We wrześniu 2005 został zastępcą członka w bułgarskiej delegacji do Zgromadzenia Parlamentarnego Rady Europy. W związku z uzyskaniem w wyborach z 2007 mandatu posła do Parlamentu Europejskiego odszedł z krajowego parlamentu.
W Europarlamencie zasiadł w czerwcu 2007, do końca tegoż roku był członkiem grupy parlamentarnej Tożsamość, Tradycja i Suwerenność, a po jej rozpadzie pozostawał posłem niezależnym. W wyborach europejskich w 2009 nie uzyskał reelekcji.
W 2009, 2013 i 2014 ponownie był wybierany z listy Ataki do Zgromadzenia Narodowego 41., 42. i 43. kadencji. W 2017 utrzymał mandat poselski z ramienia koalicji Zjednoczeni Patrioci.

## Życie prywatne
Był żonaty, miał jedno dziecko.